# Wilhelm Liebknechts Volksfremdwörterbuch
Wilhelm Liebknechts Volksfremdwörterbuch bzw. Volks-Fremdwörterbuch ist ein Fremdwörterbuch von Wilhelm Liebknecht (1826–1900), das eine wechselvolle und teils zwiespältige Geschichte seit seiner 1. Auflage von 1874 bis hinein in die Zeit der frühen Bundesrepublik und DDR mit vielen, teils stärker veränderten Auflagen bis weit nach seinem Tod erlebte.
Die 1. Auflage war nach dem Vorwort der Herausgeber „ein Kind des Gefängnisses“. Sie trug den Titel Volksstaat-Fremdwörterbuch: enthaltend mehr als 12'000 Fremdwörter mit zutreffender und verständlicher Erklärung und genauer Angabe der richtigen Aussprache und Betonung der Wörter (Genossenschaftsbuchdruckerei, Leipzig 1874) und hatte 228 Seiten.

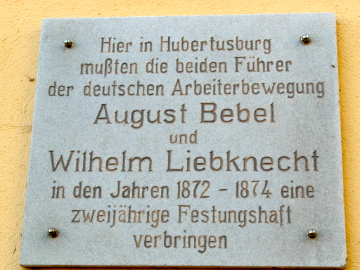
Gedenktafel August Bebel und Wilhelm Liebknecht am Schloss Hubertusburg

## Kurzeinführung
Das Werk des 1848er-Revolutionärs, Kriegsgegners und Mitbegründers der deutschen Sozialdemokratie, der 1889 auch bei der Geburt der Sozialistischen Internationalen Pate stand, machte breitesten Schichten Bildung zugänglich. Es bietet eine Sammlung und Erklärung von Fremdwörtern, die im Bereich der allgemeinen Bildung, im täglichen Sprachgebrauch und in der Literatur auftreten. Es erlebte 23 Auflagen, bis weit nach Liebknechts Tod (in Westdeutschland erschien eine Ausgabe 1948 in Stuttgart bei Dietz und die letzte 1954 in Stuttgart im Verlag Das Neue Wort; in der DDR erschien die 23. Auflage 1953 als Neue, umgearbeitete und gekürzte Auflage in (Ost-)Berlin im Dietz Verlag).
Die letzten DDR-Ausgaben trugen dem dringenden Bedürfnis Rechnung, das durch die Entwicklung des seinerzeitigen Bildungswesens in der Deutschen Demokratischen Republik noch unter Josef Stalin entstanden war. Es richtete sich an jeden Werktätigen, der entweder am Aufbau der sozialistischen Gesellschaft und Kultur beteiligt war oder im Westen Deutschlands im wirtschaftlichen und politischen Kampf stand. Die aufgenommenen Begriffe wurden präzise auf der Grundlage der marxistisch-leninistischen Wissenschaft erklärt, wobei das Kratki slowar inostrannych slow (Kurzes Fremdwörterbuch, Moskau 1951) aus Moskau als Quelle für zahlreiche Definitionen diente.
Das Volksfremdwörterbuch galt bereits im Jahr 1922 als überholt, da seit 1912 keine Überarbeitungen oder Ergänzungen mehr erfolgt waren und das Werk den aktuellen Entwicklungen und neuen Begriffen nicht mehr entsprochen hatte. Mangels Ersatz wurde es recht und schlecht weiter genutzt, bis es schließlich nicht mehr im Handel erhältlich war.
Die Vorrede der neuen Ausgabe durch den Kommunisten Willy Münzenberg (1932) betont die Notwendigkeit eines aktualisierten Wörterbuchs, das den Bedürfnissen der breiten Massen entspricht, die marxistische Terminologie berücksichtigt und gleichzeitig den aktuellen politischen und sozialen Kontext berücksichtigt. Diese Ausgabe wurde „für die schaffenden Kräfte von heute und morgen“ konzipiert.

„Wilhelm Liebknechts [1826–1900] Volksfremdwörterbuch hatte 1922 die 19. Auflage erreicht, seit 1912 war keine Durcharbeitung und Ergänzung mehr erfolgt. Das Werk war also, da es der Zeit und den mit der Zeit und der Entwicklung auftretenden neuen Begriffen nicht gefolgt war, veraltet. Ein neues, den Bedürfnissen der breiten Massen entsprechendes Fremdwörterbuch, das zugleich die marxistische Terminologie berücksichtigt, war nicht vorhanden, und man begnügte sich recht und schlecht mit dem veralteten ‚Liebknecht‘ – bis er überhaupt nicht mehr im Handel zu haben war. Wie der ‚alte Liebknecht‘ das Wörterbuch für die schaffenden Kräfte von gestern war, so möge es dieser ‚neue Liebknecht‘ für die schaffenden Kräfte von heute und morgen sein.“

## Auflagen (Auswahl)
Vgl. DNB und Anke Heier (2012: 523)